# Островский, Марек
Марек Островский (пол. Marek Ostrowski; 22 ноября 1959, Скрвильно, Куявско-Поморское воеводство, ПНР — 6 марта 2017, Штоккерау, Австрия) — польский футболист, выступавший на позиции защитника. Игрок сборной Польши, участник чемпионата мира 1986 года в Мексике.

## Биография

### Клубная карьера
В начале карьеры выступал за команды низших дивизионов Польши. Весной 1980 года дебютировал в команде «Завиша» в высшем дивизионе. В составе «Погони» из Щецина завоёвывал серебряные (1987) и бронзовые (1984) медали чемпионата Польши.
В 1989 году перешёл в австрийский «Унион» из Мёдлинга. Спустя год перебрался в «СФ Штоккерау», в его составе стал обладателем Кубка Австрии сезона 1990/91 и участвовал в матчах Кубка обладателей Кубков.

### Карьера в сборной
Дебютировал в составе сборной Польши 25 января 1981 года в матче против Японии. Участвовал в финальном турнире чемпионата мира 1986 года, выходил на поле во всех четырёх матчах своей команды. Всего в составе сборной сыграл 37 матчей и забил 1 гол. Свой единственный гол забил в отборочном матче чемпионата мира 19 мая 1985 года в ворота сборной Греции (4:1).
После окончания спортивной карьеры остался в Австрии. 